# Врисак (филм из 1996)
Врисак (енгл. Scream) амерички је сатирични слешер филм из 1996. године, редитеља Веса Крејвена и писца Кевина Вилијамсона. У филму играју Дејвид Аркет, Нев Кембел, Кортни Кокс, Метју Лилард, Роуз Макгауан, Скит Улрих и Дру Баримор. Издат 20. децембра, прати лика Сидни Прескот (Кембел), средњошколку у измишљеном граду Вудсборо у Калифорнији, која постаје мета мистериозног убице у костиму за Ноћ вештица познатом као Гостфејс. Филм комбинује црни хумор и мистерију „худанит” са насиљем слешер жанра како би сатиризовао клишее жанра хорор филмова популаризованог у филмовима као што су Ноћ вештица (1978), Петак тринаести (1980) и Крејвенов филм Страва у Улици брестова (1984). Врисак се сматрао јединственим у време издања јер је садржавао ликове који су били свесни хорор филмова у стварном свету и отворено су расправљали о клишеима које је филм покушао да подрива.
Инспирисан стварним случајем Гејнсвилског Трбосека, Врисак је био под утицајем Вилијамсове страсти према хорор филмовима, посебно Ноћ вештица (1978). Сценарио, изворно назван Мрак филм, купио је Dimension Films, а браћа Вајнштајн су га преименовала непосредно пре завршетка снимања. Продукција се суочила са проблемима цензуре са Америчком филмском асоцијацијом и препрекама локалног становништва током снимања на локацији. Филм је добио позитивне критике и остварио је финансијски успех, зарадио је 173 милиона америчких долара широм света, поставши слешер филм са највећом зарадом до издања филма Ноћ вештица (2018). И даље остаје слешер филм са највећом зарадом у прилагођеним доларима. Добитник је неколико награда и номинација за награде. Музика Марка Белтрамија такође је била хваљена и названа „[једном] од најинтригантнијих музика хорора насталих годинама”. Музика је од тада стекла „култни статус”. Врисак је означио промену у жанру јер глуме већ афирмисани и успешни глумци, за које се сматрало да су му помогли да пронађе ширу публику, укључујући значајну женску гледаност.
Врисак је заслужан за ревитализацију хорор жанра деведесетих, за који се сматрало да је скоро мртав након прилива наслова direct-to-video-а и бројних наставака постојећих хорор франшиза 1970-их и 1980-их. Ови наставци привукли су све мањи финансијски и критички успех, јер су искоришћавали клишее на које су се ослањали филмови у том жанру. Успех филма изнедрио је серију наставака, иако је Врисак 2, издат следеће године, постигао једнак ниво комерцијалног и критичког успеха. У годинама након издања филма и његових наставака, оптужени су за инспирацију, па чак и изазивање насилних злочина и убистава.

## Радња
Ученица средње школе, Кејси Бекер, прима кокетни телефонски позив од непознате особе, током којег разговарају о хорор филмовима. Међутим, позивалац постаје садиста и прети јој по живот. Открива да њеног дечка, Стива Орта, држан као таоца на њеној тераси и тражи да одговори на питања о хорор филмовима. Након што Кејси погреши, Стив је убијен пред њом. Када Кејси одбије да одговори на више питања, убија је маскирани нападач док се њени родитељи враћају кући. Убрзо након тога проналазе њен леш обешен о дрво.
Следећег дана, новински медији силазе у град и почиње полицијска истрага. У међувремену, Сидни Прескот се бори са предстојећом првом годишњицом убиства своје мајке, Морин, коју је убио њен љубавник, Котон Вери. Док чека код куће своју пријатељицу Тејтум Рајли, Сидни прима подругљив телефонски позив. Након што спусти слушалицу, нападач је напада, али она бежи. Сиднин дечко, Били Лумис стиже убрзо након тога, али након што испусти мобилни телефон, Сидни сумња да ју је он позвао и бежи. Били је ухапшен, а Сидни проводи ноћ у Тејтуминој кући, где добија још један злокобан позив.
Следећег дана, Били је пуштен и сумња се пребацује на Сидниног оца, Нила Прескота, пошто су позиви пронађени са његовог телефона. Школа је прекинута након убистава. Након што су ученици напустили школу, убица је убио директора Химбрија у његовој канцеларији. Тејтумин дечко, Стју Мејхер, приређује забаву поводом прославе затварања школе. Забави присуствују Сидни, Тејтум, њихов пријатељ Ранди Микс и многи други ученици. Репортерка, Гејл Ведерс, долази непозвана да би испитала ситуацију, јер очекује да ће убица поново напасти. Тејтумин брат и заменик шерифа, Дјуи Рајли, такође пази на забаву због убице. Убица се суочава с Тејтум у гаражи и убија је гњечећи јој врат вратима гараже. Били долази да насамо разговара са Сидни и њих двоје имају секс, док Дјуи и Гејл истражују оближње подручје. Многи посетиоци забаве су отишли након што су чули вести о Химбријевој смрти, а остали су само Сидни, Били, Ранди, Стју и Гејлин сниматељ, Кени.
Након секса, Сидни и Били се суочавају са убицом, који напада Билија. Сидни за длаку бежи из куће и тражи помоћ од Кенија, али му убица пререже гркљан. Гејл и Дјуи, након што су открили напуштени аутомобил који припада Нилу Прескоту, враћају се назад. Гејл покушава да побегне у свом комбију, али се удаљава од пута како би избегла да удари Сидни и судари се. У међувремену, Дјуи је убоден у леђа док истражује кућу, а Сидни узима његову пиштољ ради заштите. Стју и Ранди се појављују и међусобно се оптужују да су убице. Сидни се повлачи у кућу, где затече Билија рањеног, али још живог. Она даје Билију пиштољ пре него што он пусти Рандија у кућу и пуца у њега. Били открива да се претварао да је повређен и да је заправо убица, а Стју излази као његов саучесник. Били и Стју разговарају о свом плану да убију Сидни и припишу убиство њеном оцу, којег су узели за таоца.
Пар такође открива да су убили њену мајку и наместили Котону за то, јер је имала аферу са Билијевим оцем, што је отерало његову мајку. Гејл, која је преживела несрећу, интервенише, а Сидни то искориштава да промени ситуацију, нокаутирајући Билија с кишобраном и бацивши телевизор на Стјуову главу, убивши га. Били се тада буди и напада Сидни, али га Гејл упуца. Откривено је да је Ранди рањен, али жив, и примећује да се убица увек поново појављује за последњи шок. Сидни узима пиштољ и пуца Билију у главу, убијајући га заувек. Док излази Сунце и долази полиција, Дјуи, тешко повређеног, одвози хитна помоћ, а Гејл прави импровизован извештај о догађајима током ноћи.

## Улоге
- Дејвид Аркет као Дјуи Рајли
- Нев Кембел као Сидни Прескот
- Кортни Кокс као Гејл Ведерс
- Метју Лилард као Стју Мејхер
- Роуз Макгауан као Тејтум Рајли
- Скит Улрих као Били Лумис
- Џејми Кенеди као Ранди Микс
- Вилијам Ерл Браун као Кени Џоунс
- Џозеф Вип као шериф Берк
- Лијев Шрајбер као Котон Вери
- Дру Баримор као Кејси Бекер
- Роџер Џексон као глас Гостфејса
- Хенри Винклер као Артур Химбри (без заслуга)
- Франсес Ли Макејн као гђа Рајли
- Кевин Патрик Волс као Стив Орт, Кејсин дечко
- Лоренс Хехт као Нил Прескот
- Лин Макри као Морин Прескот
- Дејвид Бут као г. Бекер
- Карла Хатли као гђа Бекер
- Линда Блер као новинарка (камео)
- Вес Крејвен као Фред, школски домар (референца лика Фредија Кругера из филма Страва у Улици брестова) (камео)